# Anlehnhaus
Ein Anlehnhaus oder auch Anlehngewächshaus ist ein verglaster Anbau an ein bestehendes Gebäude, der sich optisch an dieses "anlehnt".

## Beschaffenheit
Meist ist ein Anlehnhaus großzügig verglast und befindet sich an der Südseite des Gebäudes, so dass sich das Innere bei Sonnenschein erwärmt.
Anlehnhäuser und Wintergärten enthalten üblicherweise keine Heizung, so dass sich die Temperatur entsprechend der Witterung und dem Wärmeaustausch mit dem Hauptgebäude einstellt. Menschen nutzen das Anlehnhaus als Zwischenstufe zwischen drinnen und draußen und halten sich dort dementsprechend überwiegend tagsüber bei passendem Wetter auf. Anlehnhäuser und Wintergärten tragen in gewissem Umfang zur Erwärmung des dahinterliegenden Gebäudes bei, da sie aufgrund des Glashauseffekts bei direkter oder ausreichender diffuser Sonneneinstrahlung mehr Sonnenenergie "einfangen" als abstrahlen und auch nachts den Wärmeabfluss aus dem Gebäude behindern.
Anlehnhäuser sind häufig kleiner und weniger aufwendig in Konstruktion und Ausführung als Wintergärten.
Der Unterschied zwischen beiden ist jedoch eher optischer als konstruktiver Natur.